# Bokovskaja
Bokovskaja (in russo Боковская?) è un villaggio della Russia europea meridionale nell'oblast' di Rostov; è il centro amministrativo del distretto Bokovskij.
Si trova sul fiume Čir, 354 km a nord-est di Rostov sul Don.